# Draft de la UFL de 2010
El Draft 2010 United Football League fue el segundo de la United Football League. El draft tuvo lugar el 2 de junio de 2010, se inició a las 19:00 h EST. El draft se llevó a cabo en un periodo de 12 Rondas para cada equipo permitiendo una selección por Ronda, el orden de selección es inverso a la clasificación final de la Temporada 2009, Omaha Nighthawks tuvo la primera selección al ser el equipo de expansión para la temporada 2010, y el último fue el Campeón de 2009 Las Vegas Locomotives. En las rondas 7 a 12 el orden de la selección se fue rotando. Durante las Rondas 1 y 2, cada equipo tuvo 5 minutos para realizar la selección de un jugador y a partir de la Ronda 3 a la 12 solo contraban con 3 minutos. Los resultados fueron anunciados Ronda por Ronda en el Twitter oficial de cada equipo.
Los jugadores seleccionados por cada equipo son colocados como Reservas hasta que se concrete la negociación de su contrato.

## Selección de jugadores[3]
| Clave de posiciones | Clave de posiciones | Clave de posiciones | Clave de posiciones | Clave de posiciones | Clave de posiciones | Clave de posiciones | Clave de posiciones | Clave de posiciones | Clave de posiciones |
| ------------------- | ------------------- | ------------------- | ------------------- | ------------------- | ------------------- | ------------------- | ------------------- | ------------------- | ------------------- |
| C                   | Center              | CB                  | Cornerback          | DB                  | Defensive back      | DE                  | Defensive end       | DL                  | Defensive lineman   |
| DT                  | Defensive tackle    | FB                  | Fullback            | FS                  | Free safety         | G                   | Guard               | HB                  | Halfback            |
| K                   | Placekicker         | KR                  | Kick returner       | OT                  | Offensive tackle    | OL                  | Offensive lineman   | LB                  | Linebacker          |
| LS                  | Long snapper        | P                   | Punter              | PR                  | Punt returner       | QB                  | Quarterback         | RB                  | Running back        |
| S                   | Safety              | SS                  | Strong safety       | TB                  | Tailback            | TE                  | Tight end           | WR                  | Wide receiver       |

|  | = Jugador que firmó con el equipo |

### Ronda Uno
| Elección | Equipo UFL                | Jugador       | Posición | College       |
| -------- | ------------------------- | ------------- | -------- | ------------- |
| 1        | Omaha Nighthawks          | DeWayne White | DE       | Louisville    |
| 2        | Hartford Colonials        | Andre Dixon   | RB       | Connecticut   |
| 3        | Sacramento Mountain Lions | Justin Goltz  | QB       | Occidental    |
| 4        | Florida Tuskers           | Weston Dacus  | LB       | Arkansas      |
| 5        | Las Vegas Locomotives     | Dominic Payne | LB       | Western State |

### Ronda Dos
| Elección | Equipo UFL                | Jugador            | Posición | College       |
| -------- | ------------------------- | ------------------ | -------- | ------------- |
| 6        | Omaha Nighthawks          | Chike Okeafor      | DE       | Purdue        |
| 7        | Hartford Colonials        | Anthony Montgomery | DL       | Minnesota     |
| 8        | Sacramento Mountain Lions | Tavita Thompson    | OT       | Oregon State  |
| 9        | Florida Tuskers           | Arnold Harrison    | LB       | Georgia       |
| 10       | Las Vegas Locomotives     | Michael Ray Garvin | CB       | Florida State |

### Ronda Tres
| Elección | Equipo UFL                | Jugador         | Posición | College      |
| -------- | ------------------------- | --------------- | -------- | ------------ |
| 11       | Omaha Nighthawks          | Shawn Andrews   | OT       | Arkansas     |
| 12       | Hartford Colonials        | Shawn Bayes     | WR       | Kent State   |
| 13       | Sacramento Mountain Lions | Tim Clark       | CB       | Oregon State |
| 14       | Florida Tuskers           | John Standeford | WR       | Purdue       |
| 15       | Las Vegas Locomotives     | Brian Coulter   | DE       | Missouri     |

### Ronda Cuatro
| Elección | Equipo UFL                | Jugador        | Posición | College          |
| -------- | ------------------------- | -------------- | -------- | ---------------- |
| 16       | Omaha Nighthawks          | Adrian Jones   | OT       | Kansas           |
| 17       | Hartford Colonials        | Andre Barbour  | OL       | Eastern Kentucky |
| 18       | Sacramento Mountain Lions | Udeme Udofia   | DT       | Stanford         |
| 19       | Florida Tuskers           | Erik Pedersen  | LB       | Portland State   |
| 20       | Las Vegas Locomotives     | Ryan Considine | OT       | Louisiana Tech   |

### Ronda Cinco
| Elección | Equipo UFL                | Jugador         | Posición | College       |
| -------- | ------------------------- | --------------- | -------- | ------------- |
| 21       | Omaha Nighthawks          | Kenny Peterson  | DT       | Ohio State    |
| 22       | Hartford Colonials        | Simoni Lawrence | LB       | Minnesota     |
| 23       | Sacramento Mountain Lions | Ryan McFoy      | S        | Arizona State |
| 24       | Florida Tuskers           | Tyrrell Herbert | S        | Toledo        |
| 25       | Las Vegas Locomotives     | Jovonte Taylor  | WR       | Hawaii        |

### Ronda Seis
| Elección | Equipo UFL                | Jugador         | Posición | College        |
| -------- | ------------------------- | --------------- | -------- | -------------- |
| 26       | Omaha Nighthawks          | Ronald Curry    | WR       | North Carolina |
| 27       | Hartford Colonials        | Tim Mattran     | OL       | Stanford       |
| 28       | Sacramento Mountain Lions | Antonio Chatman | WR       | Cincinnati     |
| 29       | Florida Tuskers           | Adrien Clarke   | OL       | Ohio State     |
| 30       | Las Vegas Locomotives     | Russ Weil       | FB       | Illinois       |

### Ronda Siete
| Elección | Equipo UFL                | Jugador          | Posición | College          |
| -------- | ------------------------- | ---------------- | -------- | ---------------- |
| 31       | Hartford Colonials        | Robert Ortiz     | WR       | San Diego State  |
| 32       | Sacramento Mountain Lions | Carl Spitale     | OT       | Florida Atlantic |
| 33       | Florida Tuskers           | Kevin Harris     | FB       | Wake Forest      |
| 34       | Las Vegas Locomotives     | Cliff Washburn   | OT       | The Citadel      |
| 35       | Omaha Nighthawks          | DeMarcus Faggins | CB       | Kansas State     |

### Ronda Ocho
| Elección | Equipo UFL                | Jugador        | Posición | College          |
| -------- | ------------------------- | -------------- | -------- | ---------------- |
| 36       | Sacramento Mountain Lions | Dennis Keyes   | S        | UCLA             |
| 37       | Florida Tuskers           | Cortez Hankton | WR       | Texas Southern   |
| 38       | Las Vegas Locomotives     | Eddy Newton *  | WR       | Baylor           |
| 39       | Omaha Nighthawks          | Devard Darling | WR       | Washington State |
| 40       | Hartford Colonials        | Asaph Schwapp  | FB       | Notre Dame       |

* Firmó con Sacramento Mountain Lions.

### Ronda Nueve
| Elección | Equipo UFL                | Jugador           | Posición | College            |
| -------- | ------------------------- | ----------------- | -------- | ------------------ |
| 41       | Florida Tuskers           | Corey Small       | DB       | Florida Atlantic   |
| 42       | Las Vegas Locomotives     | Tony Parrish      | S        | Washington         |
| 43       | Omaha Nighthawks          | Nate Webster      | LB       | Miami (FL)         |
| 44       | Hartford Colonials        | Brandon Drumgoole | DL       | Greensboro College |
| 45       | Sacramento Mountain Lions | Bobby Guillory    | WR       | Central Missouri   |

### Ronda Diez
| Elección | Equipo UFL                | Jugador      | Posición | College     |
| -------- | ------------------------- | ------------ | -------- | ----------- |
| 46       | Las Vegas Locomotives     | Lewis Baker  | S        | Oklahoma    |
| 47       | Omaha Nighthawks          | Frank Walker | CB       | Tuskegee    |
| 48       | Hartford Colonials        | Ben Benshoof | OL       | Wingate     |
| 49       | Sacramento Mountain Lions | Curtis Young | DE       | Cincinnati  |
| 50       | Florida Tuskers           | Chris Perri  | DE       | Stony Brook |

### Ronda Once
| Elección | Equipo UFL                | Jugador        | Posición | College           |
| -------- | ------------------------- | -------------- | -------- | ----------------- |
| 51       | Omaha Nighthawks          | Hollis Thomas  | DT       | Northern Illinois |
| 52       | Hartford Colonials        | Clint McPeek   | LB       | New Mexico        |
| 53       | Sacramento Mountain Lions | Willie Glasper | CB       | Oregon            |
| 54       | Florida Tuskers           | Greg Middleton | DE       | Indiana           |
| 55       | Las Vegas Locomotives     | Alex Henderson | RB       | Northern Arizona  |

### Ronda Doce
| Elección | Equipo UFL                | Jugador          | Posición | College          |
| -------- | ------------------------- | ---------------- | -------- | ---------------- |
| 56       | Hartford Colonials        | Kendall Briscoe  | DT       | New Mexico       |
| 57       | Sacramento Mountain Lions | Terrence Blevins | RB       | Eastern Michigan |
| 58       | Florida Tuskers           | Melvin Fowler    | C        | Maryland         |
| 59       | Las Vegas Locomotives     | Gabe Long        | DT       | Utah             |
| 60       | Omaha Nighthawks          | Nick Ferguson    | S        | Georgia Tech     |

## Expansión
El Draft de expansión se llevó a cabo el 16 de abril cada equipo protegió a 20 jugadores, y Omaha Nighthawks selecciono 20 jugadores en total.

### Selección de jugadores
|  | = Jugador que firmó con el equipo |

| Jugador           | Posición | College             | Procedencia |
| ----------------- | -------- | ------------------- | ----------- |
| Martin Bibla      | OG       | Miami (FL)          | Las Vegas   |
| Wendell Bryant    | DT       | Wisconsin           | Las Vegas   |
| Ross Kolodziej    | DT       | Wisconsin           | Las Vegas   |
| Gary Stills       | LB       | West Virginia       | Las Vegas   |
| P. J. Alexander   | OG       | Syracuse            | Florida     |
| Willie Andrews    | S        | Baylor              | Florida     |
| Fred Matua        | OG       | Southern California | Florida     |
| Frank Murphy      | WR       | Kansas State        | Florida     |
| Ryan Neufeld      | TE       | UCLA                | Florida     |
| Josh Savage       | DE       | Utah                | Florida     |
| DeJuan Tribble    | CB       | Boston College      | Florida     |
| Shaud Williams    | RB       | Alabama             | Florida     |
| Willie Williams   | DT       | Louisville          | Florida     |
| Mike Fladell      | OT       | Rutgers             | New York    |
| Ryan Hoag         | WR       | Gustavus Adolphus   | New York    |
| Christian Hopkins | TE       | Toledo              | New York    |
| Terrell Maze      | CB       | San Diego State     | New York    |
| Craphonso Thorpe  | WR       | Florida State       | New York    |
| Adrian McCovy     | LB       | Arizona             | California  |
| Adam Speer        | OG       | Oregon State        | California  |